# Székely zászló
A székely zászló a székelység egyik szimbóluma; 2004-ben alkották meg, és 2009-ben nevezték ki Székelyföld hivatalos zászlajának. Kinézetét tekintve kék alapon arany sáv, a kék mezőben a székelység jelképeivel: Nappal és Holddal (megjegyzendő, hogy heraldikai szempontból a jelenlegi változat nyolcágú csillaga nem felel meg a történelmi 16 ágú Nap jelképének).
Tágabb értelemben székely zászlónak neveznek minden olyan zászlót, melyet a székelyek az önazonosságuk jelképének tekintenek – így például a vörös-fekete változatot is.

## Változatai

### Kék-arany változat

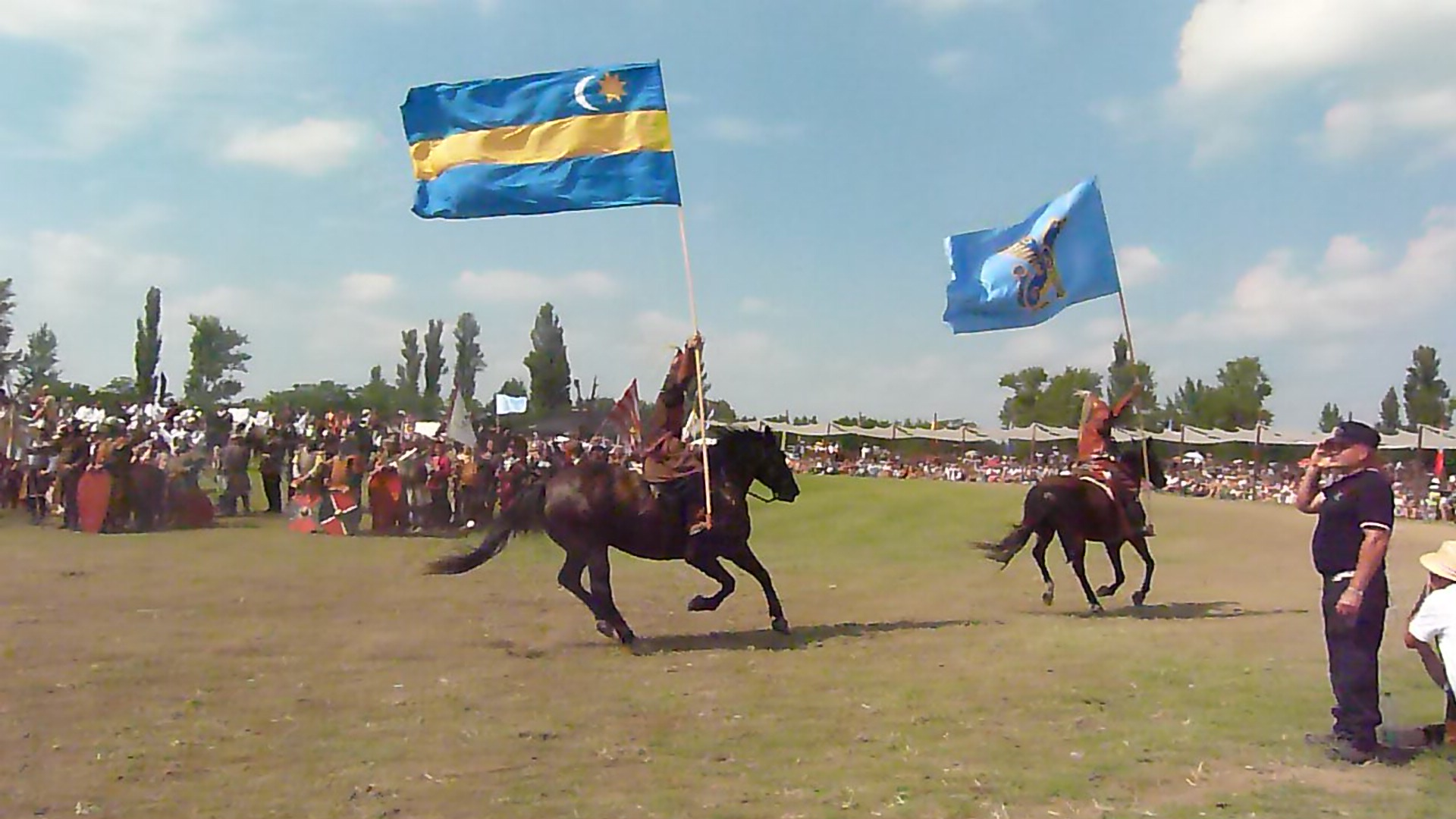
Székely zászló a Kurultájon, 2014

A 2004-ben megalkotott és elfogadott változatot Kónya Ádám, a Székely Nemzeti Tanács alelnöke készítette el történelmi jelképek alapján. A zászló égszín kék színű, fektetett téglalap alakú, méretaránya 2:3. A kék mezőt vízszintes arany sáv vágja 2:1:2 arányban. A felső kék sáv zászlórúd felőli részén nyolcágú, arany csillag és növekvő, ezüst holdsarló helyezkedik el, a naphoz képest kicsit lejjebb, nem egyvonalban.
A zászló leírása szerint a nyolcágú „Nap-csillag” a jelenlegi nyolc székely szék (Marosszék, Udvarhelyszék, Gyergyószék, Csíkszék, Bardóc-Miklósvárszék, Sepsiszék, Kézdiszék, Orbaiszék) egységének a jelképe, a növekvő Hold pedig a székelyek kiteljesedő jogainak szimbóluma. A Nap és a Hold már a 16. században is a székelység jelképe volt: 1580-ban az Erdélyi Fejedelemség címerének alkotóelemeiként jelennek meg, az 1659-es erdélyi országgyűlés székely jelképekként törvénybe foglalta („légyen egy fél hold és nap”), a 18. századtól pedig megjelennek a címereken és zászlókon. Egyeseken nap helyett csillag jelenik meg (például Székely Mózes címerén), így az is székely szimbólumnak tekinthető.
A színek Székely Mózes erdélyi fejedelem 17. századi hadi lobogóit idézik; egyes megerősítetlen források azt is tudni vélik, hogy Erdély színei régen a kék és az arany voltak. Kék-arany zászló jelenik meg Maros-Torda vármegye címerében is, Szent László kezében, és Székelyudvarhely egykori városzászlaján.
Székely Attila István heraldikus kifogásolja, hogy a zászlón ábrázolt Nap nem felel meg a címertani szabályoknak: voltaképpen nem heraldikai nap, de még csak nem is csillag, mert sarkai nem az égtájak irányába mutat. A motívum egyeseket a székely szőttesek mintázatára emlékeztet.[forrás?] Ezen felül a Napot és a Holdat helyesen egy vonalban kellene ábrázolni.
Jókai 1862-ben említést tesz róla az 1848-as vívmányokkal kapcsolatban, az Unió Erdéllyel sikerének megjelenéseként a kokárdában 

### Vörös-fekete változat

Fekete-vörös színű székely zászló

Egyesek ezt a változatot „régi székely zászlóként” vagy „székely harci zászlóként” ismerik. Kónya Ádám szerint az eredete bizonytalan, 1968 előttről semmilyen forrást nem talált a zászlóra. Szerinte a 20. század második felében, Csíkszék területén alkották meg a székely női népviselet alapszíneit használva Hargita megyei illetékesei, a megyésítés után. Manapság is főleg a csíkszékiek használják; egyesek tévedésből tekintik régi, hagyományos székely zászlónak. Szekeres Attila István heraldikus szerint sem tartozik a régi jelképek közé.

## Eredete, története

### Korai jelképek és hadi zászlók

A goroszlói gyalogsági zászló ábrázolása

Az egyik legrégebbi, 15. századi székely jelkép vörös alapon kardot tartó páncélos kar; a kard koronát, szívet, és medvefejet döf át, a medvefej két oldalán pedig növekvő hold és hatágú csillag látható. Valószínűleg a korabeli székely hadi zászlók is ezt a színt és jelképet hordozták.
A mai hivatalos lobogó Székely Mózestől, az egyetlen székely családból származó erdélyi fejedelemnek az idejéből eredeztethető. Székely Mózes hadi zászlói az 1601. augusztus 3-i goroszlói csatában vezették a székely harcosokat, de a vesztes csata után „fogságba” estek és elkerültek az akkori Habsburg uralom alatt álló Prágába. A zsákmányul esett 130 erdélyi zászlót a Turul folyóirat 1891. évi 1. sz. füzetében is említik. Mika Sándor Erdélyi hadi zászlók 1601-ből címmel könyvet jelentetett meg történetükről.
A 21. század előtt nem volt mai értelemben vett, egységes zászlaja a székelyeknek. 1876-ig mindegyik székely szék mint önálló politikai egység a saját szimbólumait használta, utána pedig Trianonig a magyar állami szimbólumokat. Az 1989-es rendszerváltást követő enyhülésben ismét igény mutatkozott saját jelképekre, az erdélyi magyarok pedig ismét a magyar zászlót tették magukévá, épületekre is kitűzve azt. Ám egy 1994-ben elfogadott és 2001-ben kiegészített román törvény betiltotta „idegen államok”, így Magyarország zászlójának nem hivatalos alkalmakkor való kitűzését, ellehetetlenítve a magyar zászló használatát.

### Elfogadása

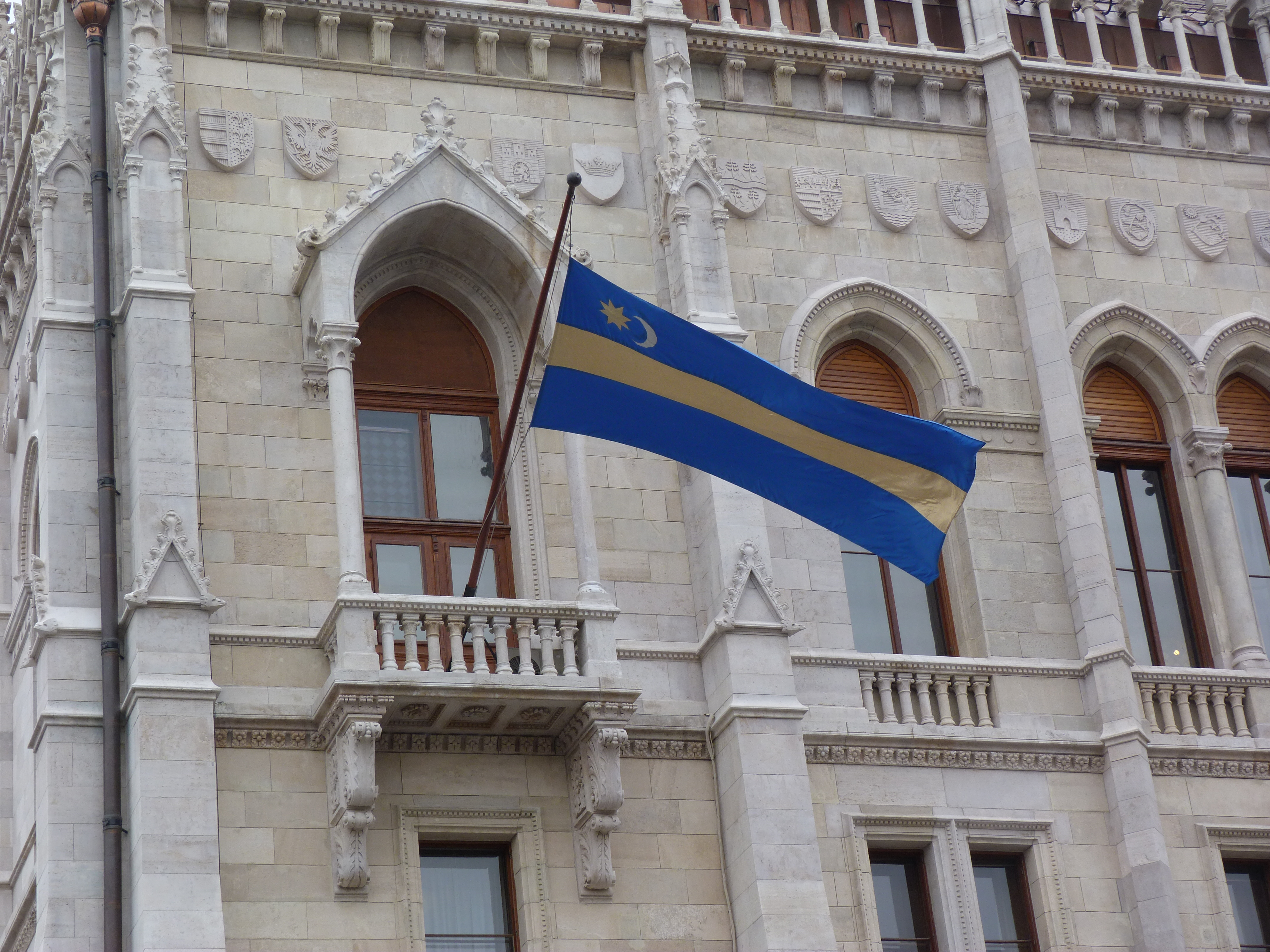
Székely lobogó az Országház erkélyén

2003-ban megalakult a Székely Nemzeti Tanács (SZNT), mely saját jelképeiként 2004. január 17-én tartott ülésén elfogadta a Kónya Ádám művelődéstörténész által alkotott, a Székely Mózes-féle hadi lobogó által ihletett kék-arany székely zászlót és székely címert. A munkához Kónya a székelyek régi, 17. században elfogadott jelképeit, a napot és holdat használta fel (megjegyzendő, hogy heraldikai szempontból nem nap, hanem nyolcágú csillag látható a zászlón, melyet Kónya „napcsillagnak” nevezett).
Mivel a SZNT a székely autonómia-törekvések fő szószólója, a jelképek hamarosan a székely összetartás, összefogás, önazonosság kifejezőivé váltak; a lobogó ismertsége fokozatosan nőtt, a sajtó és a polgárok is „székely zászlóként” kezdték emlegetni. 2009. szeptember 5-én a Székelyföldi Önkormányzati Nagygyűlés a jelképeket Székelyföld zászlajának, illetve címerének nyilvánította. Jelentőségteljes, hogy a székely zászló használata révén nem egy magyar állami szimbólum tűnik fel Romániában mint a helyi magyarok szimbóluma, így a románok nem téveszthetik össze a székelyek autonómiaigényét az 1945 utáni európai békerendszerbe nem illeszkedő vélt magyar területi revizionizmussal.
A zászló hamarosan több középületen megjelent. Gyergyócsomafalva polgármesteri hivatalára 2005-ben, Sepsiszentgyörgyön 2009-ben tűzték ki, majd fokozatosan elterjedt a településeken. A román válaszlépés nem késett sokat: 2013-tól kezdve számtalan jogerős ítélet született, melyek szerint a magyar közösség szimbólumait (székely zászlók, városzászlók) el kell távolítani minden középületről, közterületről, sőt még a középületek belsejéből is. A jogalap megerősítésére 2015-ben új zászlótörvényt fogadtak el, mely tovább korlátozta a közösségi zászlók használtatát. 2018-ban a román miniszterelnök kivégzéssel fenyegette meg azokat, akik középületekre teszik ki a székely zászlót.
A székely zászló népszerűségét, jelentőségét bizonyos fokig az üldöztetésnek, a román hatóságok hadjáratának köszönheti. Balogh Levente újságíró szerint „ha nem kezdenek hadjáratot ellene, előfordulhat, hogy a kitalálóin kívül nem sok embert érdekelne. Így azonban annak is beleégett a tudatába, akinek amúgy sok köze nincs a székelyekhez, és ma mindenütt a soviniszta hatóságok által üldözött kisebbségi szimbólumként tekintenek rá.”
A nemzeti szolidaritás jeleként 2013. február 15-én a budapesti Országházra is kitűzték a székely zászlót, ezen kívül pedig több magyarországi önkormányzati épületre is.